# I. e. 120
Évszázadok: i. e. 3. század – i. e. 2. század – i. e. 1. század
Évtizedek: i. e. 170-es évek – i. e. 160-as évek – i. e. 150-es évek – i. e. 140-es évek – i. e. 130-as évek – i. e. 120-as évek – i. e. 110-es évek – i. e. 100-as évek – i. e. 90-es évek – i. e. 80-as évek – i. e. 70-es évek
Évek: i. e. 125 – i. e. 124 – i. e. 123 – i. e. 122 –  i. e. 121 – i. e. 120 – i. e. 119 – i. e. 118 – i. e. 117 – i. e. 116 – i. e. 115

## Események

### Róma
- Caius Papirius Carbót és Publius Maniliust választják consulnak.

### Hellenisztikus birodalmak
- V. Mithridatész pontoszi királyt egy lakomán megmérgezik. Utóda a kiskorú VI. Mithridatész, aki helyett anyja, Laodiké kormányoz régensként. Mithridatész anyját gyanúsítja a gyilkossággal és életét féltve elmenekül, hogy nagykorúvá válásáig rejtőzködve éljen.

### Észak-Európa
- A Jütlandon élő teutonok és a kimberek megkezdik dél felé tartó vándorlásukat (hozzávetőleges időpont).

## Születések
- Aurelia Cotta, Julius Caesar anyja
- III. Bereniké, egyiptomi királynő
- Lucius Cornelius Sisenna, római történetíró

## Halálozások
- V. Mithridatész, pontoszi király
- Hipparkhosz, görög csillagász

## Fordítás
- Ez a szócikk részben vagy egészben  a(z)   120 av. J-C. című francia Wikipédia-szócikk ezen változatának fordításán alapul.  Az eredeti cikk szerkesztőit annak laptörténete sorolja fel. Ez a jelzés csupán a megfogalmazás eredetét és a szerzői jogokat jelzi, nem szolgál a cikkben szereplő információk forrásmegjelöléseként.